# Madonna di San Zaccaria
La Madonna di San Zaccaria è un dipinto a olio su tavola (75,5x60 cm) del Parmigianino, databile al 1530-1533 circa e conservato nella Galleria degli Uffizi di Firenze.

## Storia
Non è chiaro come il dipinto arrivò a Firenze, dove è registrato almeno dal 1605. Le vicende della commissione e delle prime segnalazioni in antico sono documentate ma contrastanti: non è escluso che venissero date per originali alcune copie, le cui notizie si confondono con quelle della prima versione, anche se recenti indagini hanno districato una vicenda complessa.
La menzione più antica è probabilmente del 1533, quando un documento registra la Madonna col Bambino, san Giovannino e san Zaccaria come "venduta" al bolognese Bonifazio Gozzadini, marito di quella Costanza Rangoni ritratta dall'artista. Altri documenti però chiariscono i modi di acquisizione e, nonostante letture errate nel passato, sono stati meglio interpretati di recente.
Il primo documento (27 ottobre 1533, rogato del notaio Andrea Ceroti di Parma) è dunque quello della presunta vendita del dipinto già eseguito (quindi non una lettera di commissione) al Gozzadini, per una cifra molto consistente di 50 scudi (si pensi che la più grande Madonna del collo lungo venne pagata 33 scudi), che non vennero mai sborsati. Il motivo è rintracciabile in due atti di procura (9 ottobre 1535 e 11 gennaio 1538) con cui il pittore delegava il Gozzadini a rappresentarlo in una controversia giudiziaria pendente a Bologna, quasi certamente la questione legata agli affreschi della Madonna della Steccata a Parma: il 27 settembre 1535 Parmigianino aveva infatti ricevuto una prima ingiunzione dai fabbricieri del santuario, che volevano sciogliere il contratto di allogazione a causa dei ritardi nella realizzazione degli affreschi, mentre il secondo documento cade a ridosso della scadenza ultima concessa per il completamento dei lavori. Appare quindi molto verosimile che il dipinto, dal prezzo "gonfiato" dall'autore, venne ceduto per pagare la propria difesa.
Tra il 1533 e il 1550 l'opera dovette poi pervenire ai Manzoli di Bologna, dove la videro Vasari, che legò erroneamente a quella famiglia il ruolo di committenti, e il Lamo (1560), che pure ricordò come proprietario il senatore Giorgio Manzoli; tali menzioni complicarono assai gli studi successivi, legando la discrepanza con la documentazione alla presenza ipotetica di una copia antica. Padre Affò nel 1783 vide, senza saperlo, la replica della Galleria Corsini, che venne a lungo ritenuta la versione originale.
Una grande diffusione fu garantita dalla copia su incisione di Giulio Bonasone del 1543. Luigi Lanzi ricordò come l'opera fosse "la più reiterata nelle quadrerie", elencandone copie nella Galleria Farnese a Parma, che riteneva originale, una alle Galleria fiorentine, appunto, una nella Pinacoteca Capitolina, una a Parma dall'abate Mazza e ben tre in collezioni principesche a Roma: Corsini, Borghese e Albani. Un'altra era registrata in antico in casa Boscoli a Parma (1680, forse la stessa copia Corsini) e numerose ne elencò Quintavalle (1948).
Ricci, nel 1903, dimostrò sulla scorta di Vasari come l'originale fosse quello di Firenze (dal 1605 in Tribuna) e non quello fino ad allora ritenuto tale, cioè la versione Corsini a Roma.

## Descrizione

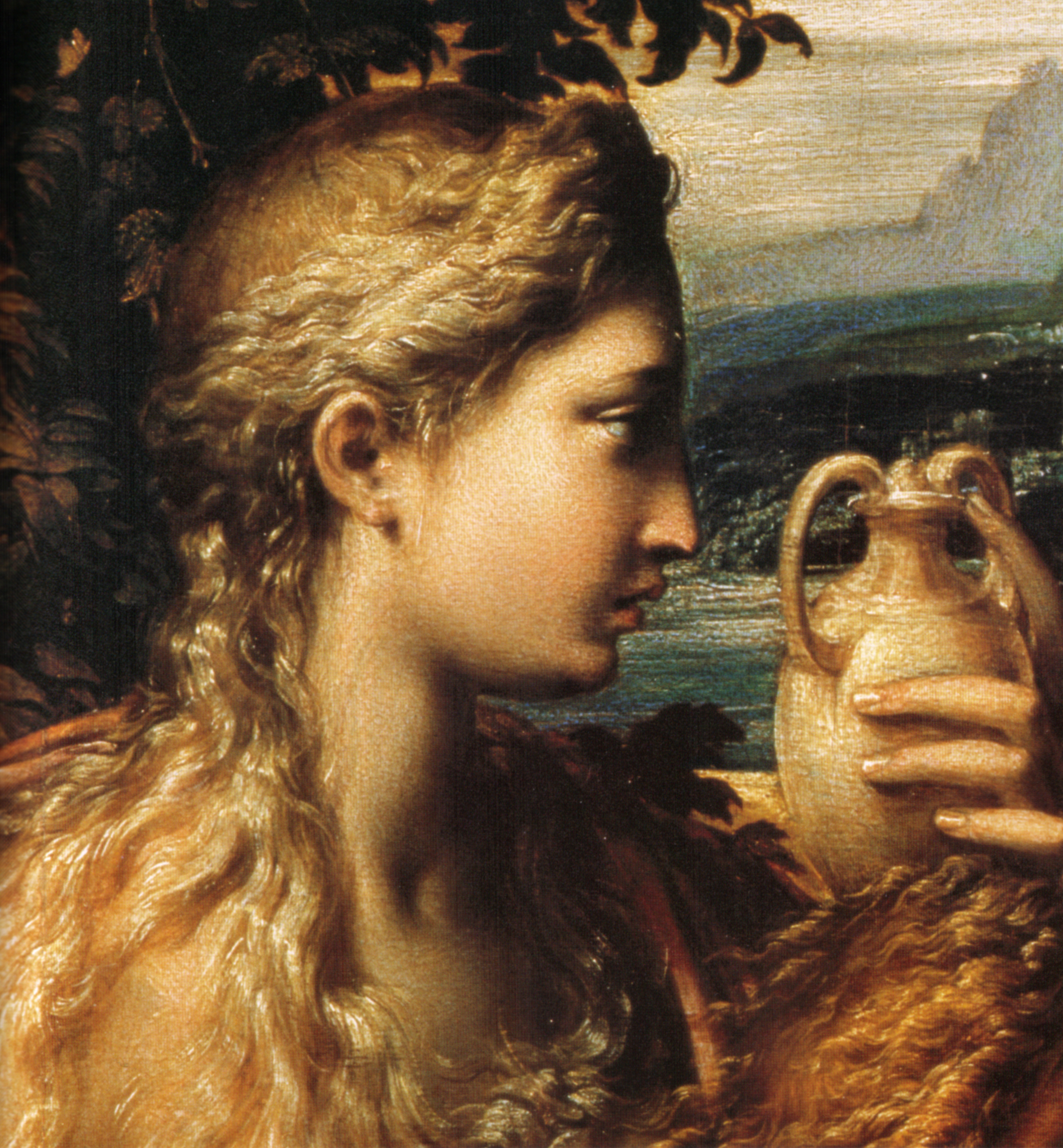
Dettaglio

Sullo sfondo di un paesaggio di rovine circondate da un boschetto, con un lontano paesaggio di una città portuale alle pendici di montagne, si svolge una sorta di anticonvenzionale sacra conversazione. Al centro la Madonna sta seduta con il Bambino in grembo, più grande del solito, pallido e assente mentre riceve il bacio di san Giovannino, proteso verso di lui. Gesù gli accarezza il mento, facendo lo stesso gesto della santa Margherita nella Madonna nella Pinacoteca Nazionale di Bologna. Diametralmente opposti si vedono poi uno Zaccaria in primo piano, di spalle col volto ruotato poco più che di profilo, e Maria Maddalena che porge l'ampolla degli unguenti (suo tradizionale attributo), in una posizione che non è coerente con lo spazio (è in ginocchio? è in piedi in un digradamento?).
Dal punto di vista teologico vari elemento chiariscono che si tratta di una prefigurazione della Passione di Gesù. Il libro di Zaccaria e quello di Maria, o forse un sussurro del Precursore, il Battista, hanno forse rivelato il tragico destino al Bambino, a cui allude anche l'ampolla della Maddalena, già adulta. Egli è infatti ritratto con colori cinerini, quasi già cadaverici, e anche la sua pensosità si può leggere come una meditazione sul martirio futuro.
Sullo sfondo si vede una colonna e un arco di trionfo quadrifronte e ornato da statue e bassorilievi, che ricorda vagamente l'Arco di Costantino, visto a Roma nel soggiorno del 1524-1527. L'iscrizione che simula lettere greche o strani simboli è stata messa dubitativamente in relazione con un'allusione al pagamento del Gozzadini. Il paesaggio è molto affine a quelli nella Conversione di san Paolo (Kunsthistorisches Museum, n. 2035) e nella Sacra Famiglia con san Giovannino (Capodimonte).

## Stile

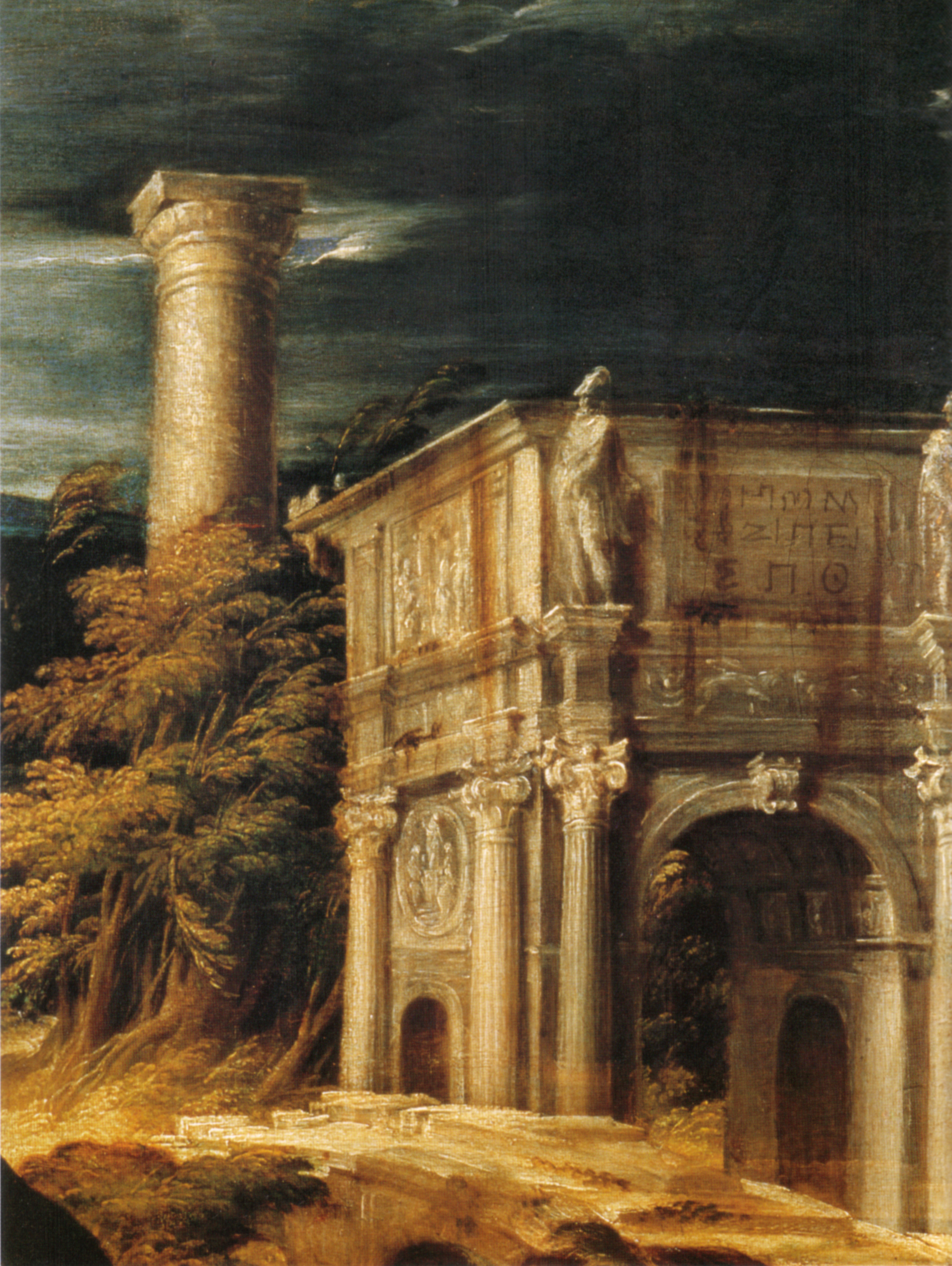
Dettaglio

Ciò che rende la composizione vibrante è inquieta è quindi innanzitutto l'intersecarsi lungo le diagonali delle linee di forza: una che segue la forma della gambe della Madonna, del bambino, il corpo del Battista e il braccio di Zaccaria, conducendo alle rovine sullo sfondo, e una che perpendicolarmente scansiona in profondità lo spazio, dal primissimo piano in basso a destra, al fulcro attorno alla Madonna, fino alla santa e infine al paesaggio, che si dischiude scenograficamente dietro le fronde di un albero. La tavolozza si accorda soprattutto su toni verdi e gialli sonori.
Lo stile dell'artista approda qui a un nuovo traguardo, fatto di superfici lucide negli incarnati, increspate però dai riccioletti delle capigliature, fitti d'oro, dalle soffici pellicce (della veste di Giovanni, del cappuccio di Zaccaria), dalle pieghe ora pesanti ora a effetto bagnato dei panneggi, oppure dal brulicare delle foglioline. Il trattamento luministico cui Parmigianino sottomente le superfici, rendendola filamentose e iridescenti, le spoglia di consistenza fisica; il tentativo di raggiungere una suprema eleganza formale passa dunque attraverso la trasformazione della materia che, pur mantenendo la somiglianza con quella terrestre, si traduce in qualcosa di lunare.
A differenza delle opere della fase bolognese, caratterizzate da pennellate rapide e non fuse, qui il grado di finitezza è completo. Estremamente curato nei dettagli è ad esempio san Zaccaria, con le pupille, i capelli grigi, la barba accesi di bagliori di un realismo quasi "fiammingo", col gesto di aprire il libro reso solenne dal possente braccio in cui sono evidenti gli echi dei Veggenti di Michelangelo, compreso lo sguardo di "terribile" serietà. Un ciuffetto di barba spunta sulla guancia, a testimoniare l'indagine sulla realtà studiata dal vero.
La memoria delle opere di Raffaello e di Michelangelo appare però qui superata da una ricerca più avanzata, dove gli effetti antinaturalistici creano un universo magico e sospeso, verosimile ma irreale, in cui le figure sembrano più apparizioni che presenze.
Anche il paesaggio, che ha qui una rilevanza non consueta, non si sottrae a questo processo di trasformazione e l'irrealtà delle architetture di fantasia - l'arco con la statua che, guardando enfaticamente in alto, pare viva, e l'enorme colonna insensatamente isolata - conferma e accentua la sensazione di estraniamento e di appartenenza a un'altra realtà e a un altro tempo. È forse propriamente in questo processo di stile l'autentico riferimento agli interessi alchemici del Parmigianino: il processo che svuota la forma della propria materia reale per estrarre il distillato nella sua purezza, la forma come pura bellezza.
Pervade poi il tutto un senso di raffinato erotismo (nei seni di Maria ben visibili sotto la veste, nelle natiche femminee del Battista ben evidenziate, nel seno scultoreo di Maddalena, appena coperto dai capelli) che dai primi decenni del Cinquecento iniziava ad essere una caratteristica molto gradita dai committenti per le opere destinate alle loro dimore private.